# Sahlinita
La sahlinita és un mineral de la classe dels fosfats. Rep el nom en honor de Carl Andreas Sahlin (Vollsjö, Suècia, 15 de desembre de 1861 - Danderyd, Suècia, 22 de gener de 1943), metal·lúrgic i director general de les obres de ferro a Suècia.

## Característiques
La sahlinita és un arsenat de fórmula química Pb14(AsO₄)₂O9Cl₄. Cristal·litza en el sistema monoclínic. La seva duresa a l'escala de Mohs es troba entre 2 i 3.
Segons la classificació de Nickel-Strunz, la sahlinita pertany a «08.BO: Fosfats, etc. amb anions addicionals, sense H₂O, només amb cations de mida gran, (OH, etc.):RO₄ sobre 1:1» juntament amb els següents minerals: nacafita, preisingerita, petitjeanita, schumacherita, atelestita, hechtsbergita, smrkovecita, kombatita, heneuïta, nefedovita, kuznetsovita, artsmithita i schlegelita.

## Formació i jaciments
Va ser descoberta a Långban, al municipi de Filipstad (Comtat de Värmland, Suècia). També ha estat descrita a la mina Wesley (Bristol, Anglaterra), a la pedrera Torr Works (Somerset, Anglaterra) i a la mina Kombat (Namíbia).